# Samuel Landauer
Samuel Landauer (* 22. Februar 1846 in Hürben, Bayern; † 18. Februar 1937 in Augsburg) war ein deutscher Orientalist und Bibliothekar jüdischen Glaubens.
s
Landauer besuchte drei Jahre lang die Jeschiwa von Eisenstadt, Ungarn, und dann von 1863 an das Mainzer Rabanus-Maurus-Gymnasium, an dem er 1867 die Reifeprüfung bestand. Anschließend studierte er an der Universität München Geschichte, Philosophie, Klassische Philologie und insbesondere orientalische Sprachen. Dort wird er 1872 mit einer arabistischen Dissertation zur Psychologie des Ibn Sinâ promoviert. Vermutlich hat er seine Studien im Anschluss an den Universitäten von Leipzig, Leiden und Straßburg (hier bei Theodor Nöldeke) fortgesetzt. 1875 erfolgte die Habilitation für orientalische Sprachen an der Universität Straßburg und die Ernennung zum Privatdozenten, seit 1875 war er an der Universitätsbibliothek Straßburg tätig, 1884 wurde er dort zum Bibliothekar ernannt, 1894 erfolgte die Ernennung zum Honorar-Professor der orientalischen Sprachen. Ende 1918 wurde er ausgewiesen und siedelte nach Augsburg über. Dort bereitete er eine Ausgabe des Targums (der aramäischen Übersetzung) der späteren Propheten im Auftrag der Akademie für die Wissenschaft des Judentums vor, die 1931 erschien. Sein Grab befindet sich auf dem Jüdischen Friedhof in Augsburg.
Landauer erstellte im Wesentlichen Ausgaben von arabischen, hebräischen, aramäischen und persischen Texten und publizierte dazu. Für die Commentaria in Aristotelem Graeca wurde er mit der Herausgabe einer hebräischen Fassung des Kommentars des Themistios zur Schrift des Aristoteles Über den Himmel beauftragt.

## Schriften (Auswahl)
- Beitrag zur Psychologie des Ibn Sinâ. Einleitung, Text und Übersetzung mit Commentar (Abschnitt I–III). Dissertation München 1872
  - Die Psychologie des Ibn Sînâ. In: Zeitschrift der Deutschen Morgenländischen Gesellschaft. Band 29, 1876, S. 335–418; Nachdruck in: Fuat Sezgin (Hrsg.): Studies on Ibn Sīnā (d. 1037) and his medical works. 4 Bände. Frankfurt am Main 1996 (= Publications of the Institute for the History of Arabic-Islamic Science. Hrsg. von Fuat Sezgin, Band 10–13: Islamic Medicine.) Band 1, S. 65–148. – Edition und Übersetzung der Schrift Avicennas.
- Sa'adja's Kitâb al-Amânât. Leiden, 1880
- Katalog der hebräischen, arabischen, persischen und türkischen Handschriften der Kaiserlichen Universitäts- und Landesbibliothek Straßburg. Straßburg 1881
- Firdusi Schahname. Leiden, 1884
- Die Handschriften der Grossherzoglich Badischen Hof- und Landesbibliothek in Karlsruhe, Orientalische Handschriften. 1892
- Die Masorah zum Onkelos. Amsterdam, 1896
- Themistii In libros Aristotelis De caelo paraphrasis. Hebraice et Latine (Commentaria in Aristotelem Graeca 5, 4). Berlin 1902